# Achraf Dari
Achraf Dari (tiếng Ả Rập: أشرف داري; sinh ngày 6 tháng 5 năm 1999) là một cầu thủ bóng đá chuyên nghiệp người Maroc hiện thi đấu ở vị trí hậu vệ cho câu lạc bộ Brest và đội tuyển quốc gia Maroc.

## Thống kê sự nghiệp

### Câu lạc bộ
Tính đến 14 tháng 11 năm 2022
| Câu lạc bộ          | Mùa giải            | Giải vô địch        | Giải vô địch | Giải vô địch | Cúp quốc gia | Cúp quốc gia | Châu lục | Châu lục | Khác | Khác | Tổng cộng | Tổng cộng |
| Câu lạc bộ          | Mùa giải            | Hạng đấu            | Trận         | Bàn          | Trận         | Bàn          | Trận     | Bàn      | Trận | Bàn  | Trận      | Bàn       |
| ------------------- | ------------------- | ------------------- | ------------ | ------------ | ------------ | ------------ | -------- | -------- | ---- | ---- | --------- | --------- |
| Wydad AC            | 2016–17             | Botola              | 1            | 0            | 0            | 0            | 0        | 0        | 0    | 0    | 1         | 0         |
| Wydad AC            | 2017–18             | Botola              | 3            | 0            | 0            | 0            | 0        | 0        | 0    | 0    | 3         | 0         |
| Wydad AC            | 2018–19             | Botola              | 26           | 3            | 4            | 0            | 13       | 0        | 0    | 0    | 43        | 3         |
| Wydad AC            | 2019–20             | Botola              | 9            | 0            | 5            | 0            | 6        | 0        | 0    | 0    | 20        | 0         |
| Wydad AC            | 2020–21             | Botola              | 26           | 3            | 0            | 0            | 10       | 0        | 0    | 0    | 36        | 3         |
| Wydad AC            | 2021–22             | Botola              | 26           | 2            | 0            | 0            | 13       | 3        | 0    | 0    | 39        | 5         |
| Wydad AC            | Tổng cộng           | Tổng cộng           | 91           | 8            | 9            | 0            | 42       | 3        | 0    | 0    | 142       | 11        |
| Brest               | 2022–23             | Ligue 1             | 10           | 0            | 0            | 0            | —        | —        | —    | —    | 10        | 1         |
| Tổng cộng sự nghiệp | Tổng cộng sự nghiệp | Tổng cộng sự nghiệp | 101          | 9            | 9            | 0            | 42       | 3        | 0    | 0    | 152       | 12        |

1. 1 2 3 4  Ra sân tại CAF Champions League

### Quốc tế
Tính đến ngày 17 tháng 12 năm 2022
| Đội tuyển quốc gia | Năm  | Trận | Bàn |
| ------------------ | ---- | ---- | --- |
| Maroc              | 2021 | 1    | 0   |
| Maroc              | 2022 | 7    | 1   |
| Tổng               | Tổng | 8    | 1   |

Bàn thắng và kết quả của Maroc được để trước.
| # | Ngày                 | Địa điểm                                       | Số trận | Đối thủ | Bàn thắng | Kết quả | Giải đấu            |
| - | -------------------- | ---------------------------------------------- | ------- | ------- | --------- | ------- | ------------------- |
| 1 | 17 tháng 12 năm 2022 | Sân vận động Quốc tế Khalifa, Al Rayyan, Qatar | 8       | Croatia | 1–1       | 1–2     | FIFA World Cup 2022 |